# كلية بابل الحبرية للفلسفة واللاهوت
كلية بابل الحبرية للفلسفة واللاهوت وهي كلية في العراق تأسست في سنة 1991 من قبل الكنيسة الكلدانية الكاثوليكية وهدف الكلية تدريس الفلسفة و اللاهوت المسيحي لتلاميذ المعهد الكهنوتي البطريركي من الكهنة والرهبان والراهبات والعلمانيين وهذه الكلية أصبحت جزء من (كلية اللاهوت الأوربانية الحبرية) سنة 1997، ولها قسم دراسة 6 سنوات وقسم 3 سنوات، أهداف الكلية تعليم الراغبين بدخول سلك الكهنوت الرهبنة وتعريف تاريخ الكنائس الشرقية لكونها في العراق وطقوسها وتنظيمها وتفاسير الإنجيل والقوانين والروحانية والفنون والفلسفة اللاهوتية وتعليم تاريخ بلاد الرافدين بشكل خاص وتاريخ الشرق الأوسط بشكل عام.

## أنظر أيضاً
- الجامعة الكاثوليكية في أربيل